# Gewog di Narang
Il gewog di Narang è uno dei diciassette raggruppamenti di villaggi del distretto di Mongar, nella regione Orientale, in Bhutan.